# 尼卡诺尔·杜阿尔特·弗鲁托斯
尼卡诺尔·杜阿尔特·弗鲁托斯（西班牙語：Nicanor Duarte Frutos；1956年10月11日—），前任巴拉圭总统。2003年4月以紅黨候选人當選总统，同年8月15日就職。
杜阿尔特生於巴拉圭中部的奧維多上校鎮，当过報社記者、教师。1989年至1993年任教育部副部長，1993年至1997年和1999年至2001年曾兩度出任教育和文化部長。
夫人玛丽亚·格洛丽亚·佩纳约·德·杜阿尔特，有5個子女。
| 前任： 路易斯·安赫尔·冈萨雷斯·马基 | 巴拉圭总统 2003年－2008年 | 繼任： 費爾南多·盧戈 |